# 白石市
白石市（日语：／ Shiroishi shi */?）是日本宮城縣最南端的城市。轄區地處白石盆地内，白石川流經市内並往東北流，當地人口則集中在白石車站和白石藏王車站的周邊市區。白石市在江戶時代作為片倉氏的城下町而發展。由於當地具有相當發達的交通網，且大致位於仙台市和福島市的中央地帶，因此成為宮城縣重要的交通樞紐。

## 地理
白石市境内約67.8%的面積被森林覆蓋，10.7%的土地為農業用地。西部坐落著位於藏王國定公園內的藏王連峰，東部則為阿武隈山地的山岳，市中心則位於被藏王連峰和阿武隈山地包圍的白石盆地内。白石川流經市内並往東注入太平洋。齋川、川原子澤川、兒捨川、高田川等河也流經白石市。

### 氣候
白石市屬於太平洋側氣候，但由於地處內陸，因此夏季炎熱且冬季寒冷。根據統計，1991年至2020年白石市的年均溫為12.8℃，年均降雨量則約1300毫米。

## 歷史
白石市自古時便有人類居住，市內的繩紋時代遺跡多分佈在轄區西部和白石川支流的沿岸地區。其中松田遺跡曾發掘出宮城縣内最古老的押型文土器。白石市內也分布著許多古墳，如鷹巢古墳群和龜田古墳群等。其中鷹巢古墳群內的瓶森古墳為白石地區規模最大的前方後圓墳。
奈良時代，當地隸屬於刈田郡，並在現今的白石車站附近設置郡役所。鎌倉時代末期，刈田地區在內的陸奧國、出羽國的多數地區皆成為北條氏得宗的領地。
天正17年（1589年），伊達政宗在摺上原之戰中擊敗蘆名氏，成功控制會津郡、白河郡、岩瀨郡等共7郡，並從米澤城移至黑川城（會津若松城）。翌年（1590年），伊達政宗參與由豐臣秀吉發起的小田原之戰。但豐臣秀吉認為政宗違反惣無事令，因此將其領地內的舊蘆名領地沒收，並交由蒲生氏鄉管轄。而蒲生氏鄉入主黑川城後將其改名為若松城。同年豐臣秀吉實施奧州仕置，伊達政宗因涉嫌煽動葛西大崎一揆而被沒收其征服的會津地區和原本的長井地區領地，並將舊葛西氏與大崎氏的領地分封給他。白石和刈田地區則改由蒲生氏鄉的家臣治理。
蒲生氏鄉病逝後，白石地區於慶長3年（1598年）改由上杉景勝管轄，但在慶長5年（1600年）的關原之戰中被伊達政宗重新奪回。慶長7年（1602年），伊達政宗將白石城分封給片倉景綱，當地也由片倉氏統治至明治維新時期。
明治22年（1889年）4月1日，日本在當地實施町村制，並設置白石町、大平村、齋川村、越河村、大鷹澤村、 白川村、福岡村與小原村。昭和29年（1954年）4月1日，白石町與上述的行政區合併成白石市。昭和32年（1957年）3月31日，白石市與小原村合併成現今的白石市。
2011年3月11日的東日本大震災在白石市引發震度，並造成當地共4位市民死亡、41棟住宅全毀和566棟住宅嚴重毀損或是半毀。當地的公共設施受損總額約超過68億日圓。

## 行政
現任市長山田裕一於2024年10月在選舉中第2次成功連任，其任期將持續至2028年11月。

## 經濟
根據日本2020年的國勢調查統計，白石市的就業人口中約5.2%從事第一級產業，32.4%的就業人口從事第二級產業，58.5%則從事第三級產業。由於白石市的交通網相當發達，因此吸引與製造相關的產業在此聚集，當地從事第二級產業的就業人口比例也較日本全國和宮城縣的平均值高。而近年來隨著許多商業設施陸續在國道4號沿線設立，市內從事第三級產業的就業人口也逐漸增加當中。
由於白石市內擁有白石城、鎌先溫泉、檢斷屋敷、宮城藏王白石滑雪場等景點，因此當地也相當盛行觀光業。根據統計，2016年至2018年白石市每年約有78萬至79萬的遊客到訪。2019的遊客數驟升至119萬8千人，但隔年因受到嚴重特殊傳染性肺炎疫情的影響而下滑至85萬人次。

## 教育
白石市内共有10所小學校、6所中學校和3所高等學校。根據2022年5月的統計，市內的小學校共有1329名學生，中學校共有786名學生，高等學校則共有1481名學生。

## 交通
國道113號和國道457號橫貫轄區，國道4號與東北自動車道則以南北走向穿越市內。其中東北自動車道在北部地區設置白石交流道，並預計未來於市區南部設置白石中央智慧型交流道（暫時名稱）。鐵路方面，東日本旅客鐵道的東北新幹線和東北本線皆通過白石市。東北本線由東北往南設置北白川車站、東白石車站、白石車站和越河車站，東北新幹線則在市區東南邊另設白石藏王車站。

## 姊妹城市
白石市與以下日本城市為友好姐妹城市:
| 市町村           | 都道府縣 | 締結日期       |
| ---------------- | -------- | -------------- |
| 白石區（札幌市） | 北海道   | 1976年         |
| 登別市           | 北海道   | 1983年10月26日 |
| 海老名市         | 神奈川縣 | 1994年10月23日 |

白石市與以下外國城市為友好姐妹城市:
| 國家 | 城市                       | 締結日期   |
| ---- | -------------------------- | ---------- |
|      | 赫斯特維爾（新南威爾斯州） | 1994年10月 |